# Herencia ligada al sexo

Experimentos de cruza realizados por Thomas Hunt Morgan, ilustrando el enlace-X herencia de una mutación de ojos blancos en Drosophila.

La herencia ligada al sexo es la expresión fenotípica de un 
relacionado con el alosoma (cromosoma sexual) del individuo. En los cromosomas autosomas de los dos sexos la herencia genética de sus padres tienen la misma probabilidad de existencia, (véase Principio de Fisher), resumido por Ronald Fisher, pero dado que los seres humanos tienen muchos más genes en el cromosoma X que en el cromosoma Y, existen muchos más rasgos ligados al X que al Y.

## Herencia ligada al Cromosoma X

### Dominante
El gen responsable del fenotipo se localiza en el cromosoma X, y una sola copia del alelo es suficiente para desencadenarlo. Puede ser heredado del padre o de la madre. Los hombres solo pueden heredar un cromosoma X. La consecuencia de esto es que las mujeres tienen más probabilidad de heredar un alelo ligado al cromosoma X que desencadene el fenotipo.
Cuando solo la madre es portadora del alelo en uno de sus dos cromosomas X (es heterocigótica para el carácter), ella misma presentará el desorden genético y además:
- El 50% de sus hijas tendrá el desorden.
- El 50% de sus hijos tendrá el desorden.

Cuando la madre es portadora del alelo en sus dos cromosomas X (es homocigótica para el carácter), ella misma presentará el desorden y además:
. El 100% de sus hijas tendrá el desorden.
. El 100% de sus hijos tendrá el desorden.
Cuando solo el padre es portador del alelo en el cromosoma X, él mismo presentará el desorden genético y además:
- El 100% de sus hijas tendrá el desorden.
- El 0% de sus hijos tendrá el desorden.

Cuando los dos padres son portadores (la madre heterocigótica para el carácter):
- El 100% de sus hijas tendrá el desorden.
- El 50% de sus hijos tendrá el desorden.

Cuando los dos padres son portadores (la madre xxy) :
. El 0% de sus hijas tendrá el desorden.
. El 0% de sus hijos tendrá el desorden.
En algunos desórdenes como el Síndrome de Aicardi, el cromosoma y afectado es letal, y solo sobreviven las mujeres. 

#### Lista de desórdenes dominantes ligados al cromosoma X
- Hipofosfatemia ligada al cromosoma x
- Síndrome de Rett
- La mayoría de casos del Síndrome de Alport
- Síndrome de Bloch-Sulzberger
- Síndrome Giuffrè-Tsukahara
- Síndrome de Goltz
- Síndrome João-Gonçalves
- Síndrome Aicardi
- Protoporfiria ligada al cromosoma X
- Síndrome orofaciodigital tipo I

### Recesiva
El gen responsable del fenotipo se localiza en el cromosoma X, se necesita homocigosis del alelo en las mujeres para expresarlo, mientras que en los hombres basta con portarlo (puesto que son necesariamente, homocigóticos para el cromosoma X). Puede ser heredado del padre o de la madre. Los hombres solo pueden heredar un cromosoma X. La consecuencia de esto es que las mujeres tienen más probabilidad de heredar un alelo ligado al cromosoma X, pero que no desencadenen el fenotipo (portadoras).
Cuando solo la madre es portadora del alelo en el cromosoma X, ella misma no presentará el desorden genético y además:
- El 50% de sus hijas será portadora.
- el 50% de sus hijos tendrá el desorden.

Cuando el padre es portador del alelo en el cromosoma X, él presentará el desorden genético y además:
- El 100% de sus hijas será portadora.
- El 0% de sus hijos tendrá el desorden.

Cuando los dos padres son portadores:
- El 50% de sus hijas tendrá el desorden y el 50% será portadora.
- El 50% de sus hijos tendrá el desorden.

Cuando la madre es homocigótica para el alelo, y el padre no lo porta:
- El 100% de sus hijas será portadora.
- El 100% de sus hijos tendrá el desorden.

Cuando la madre es homocigótica para el alelo, y el padre homocigótico:
- El 100% de la descendencia tendrá el desorden.

#### Lista de desórdenes recesivos más comunes ligados al cromosoma x
- Daltonismo
- Hemofilia A
- Hemofilia B
- Distrofia muscular de Duchenne
- Distrofia muscular de Becker
- Ictiosis ligada al cromosoma X
- Agammaglobulemia ligada al cromosoma x.

## Herencia ligada al cromosoma Y
Las enfermedades ligadas al cromosoma Y son muy poco comunes, debido a la poca cantidad de información genética que contiene. Solo pueden transmitirse de padres a hijos con un 100% de penetrancia, ya que las mujeres carecen de cromosoma Y. Las deleciones en el cromosoma Y son una causa frecuente de infertilidad.
Las enfermedades ligadas al cromosoma Y son todas aquellas derivadas de mutaciones de alguno de sus genes, que se mantienen en toda la descendencia masculina.